# Luis Cermeño
Luis Cermeño (Saravena, Colombia, 1981 - Bogotá, 15 de agosto de 2025) fue un escritor de fantasía y ciencia ficción y filántropo agropecuario colombiano. Promovía la democratización del acceso a la lectura.

## Biografía
Ha publicado Noches de Oriente (2009), una selección de Las mil y una noches para niños, y Tríptico de verano y una Mirla, junto al escritor bogotano Andrés Felipe Escovar y el mítico Julián Andrés Marsella Mahecha, personaje central de la historia. 
El portal Felicita publicó "Álgebra Pyhare", adaptación guaraní del título original "Álgebra Nocturna".  
Solía colaborar con artículos, cuentos y entrevistas para varios medios impresos como virtuales, como la revista chilena Cinosargo.  
Investigador de lo absurdo y de la cibercultura y divulgador del pensamiento futurista. Creador del primer Concurso Escolar de Cuento "¡Yo soy el Robot" (Lima, 2010).  
Participó, junto al diseñador industrial Camilo Cantor, en la cuarta edición de Campus Party Colombia, coordinando un reto-taller de Microrrelatos con códigos QR.

## Mérito
- Residencia Escuelab Lima 2009-2010